# Чингисхан, Губайдулла Джангерович
Губайдулла́ Джанге́рович Чингисха́н (Чингис-Хан) (Султан Хаджи Губайдулла Джангер Хан оглы, каз. Ғұбайдолла Шыңғысхан; 6 мая 1840, Ханская Ставка, Букеевская Орда — 28 февраля 1909, Ялта) — российский военачальник, сын хана Букеевской орды Жангира, внук Букей-хана, чингизид-торе. Этнический казах. Участник русско-турецкой войны 1877—1878 годов. Генерал от кавалерии (1894).

## Биография
Губайдулла Чингисхан родился 6 (18) мая 1840 года в столице Букеевской Орды Ханской Ставке. Его отец Жангир (Джангер) был ханом Букеевской Орды. Мать Фатима — дочь татарского муфтия Мухаммеджана Хусаинова. В возрасте 5 лет Губайдулла лишился отца, вскоре после этого умерла и мать.
Начальное образование получил в русскоязычной школе, которую открыл его отец в Букеевской Орде. В 7-летнем возрасте поступил в Оренбургский Неплюевский кадетский корпус, где также учились его старшие братья Сахиб-Керей, Ибрагим и Ахмет-Керей. В 1849 году Губайдулла Чингисхан вместе с адъютантом Оренбургского генерал-губернатора есаулом Житковым отправился в Санкт-Петербург и был принят на обучение в Императорский пажеский корпус. Его братья также были выпускниками Пажеского корпуса. Сыновья Жангира были единственными казахами, окончившими это престижное военно-учебное заведение.
Окончив с отличием Пажеский корпус, 16 июня 1856 года камер-паж Губайдулла Чингисхан начал службу в Лейб-гвардии Казачьем полку в чине корнета и получил титул султана. В том же году он вместе с братьями были приглашены на церемонию коронации императора Александра II в качестве представителей Букеевской Орды.
В 1857 году он был переведён в Оренбург, назначен на должность специального офицера по делам казахов, башкир и татар. В 1866 году ротмистр Чингизхан был направлен в распоряжение атамана Донских казаков, через год переведён служить в северо-западную часть Российской империи.
В 1877—1878 гг. участвовал в русско-турецкой войне. 31 августа 1877 года флигель-адъютант, полковник Лейб-гвардии Казачьего полка Чингизхан Губайдулла был награждён Золотой шашкой с надписью «За храбрость». 1 января 1878 года был произведён в генерал-майоры с зачислением в Свиту Его Императорского Величества. В том же году был награждён Сербским большим офицерским крестом. В 1879 году был удостоен ордена Св. Владимира 3-й степени с мечами. В 1882 году был награждён орденом Св. Станислава 1-й степени и Черногорской золотой медалью «За храбрость».
30 августа 1888 года был произведён в генерал-лейтенанты и определён в запас по армейской кавалерии. 7 мая 1894 года был произведён в генералы от кавалерии с увольнением от службы, с мундиром и с пенсией.
Являлся председателем Особой комиссии о вакуфах в Крыму до 7 декабря 1899 года.

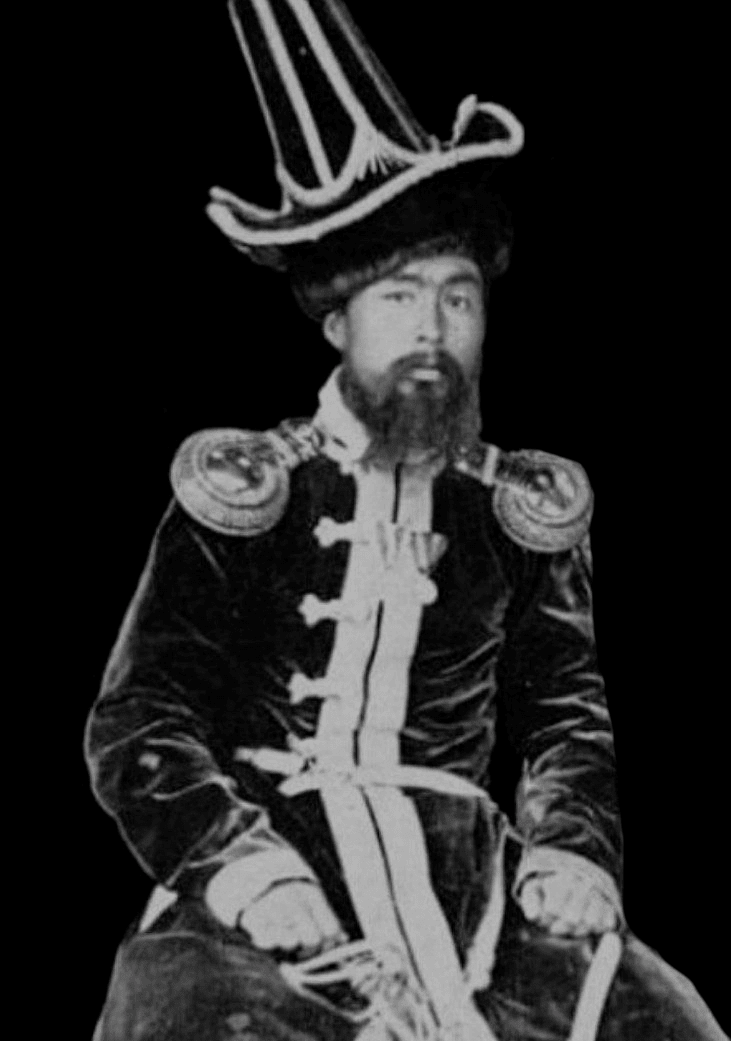
Возможное фото Губайдуллы Чингисхана или его отца Жангир-Керей-хана

В последний год жизни его супругой стала потомственная дворянка, актриса Феодосия Велинская (1858—1931) (через два месяца после смерти супруга получила фамилию Чингисхан), знаменитая первая исполнительница партии Снегурочки в опере «Снегурочка» Н. А. Римского-Корсакова.
Похоронен на мусульманском кладбище в ныне не сохранившейся деревне Дерекой близ Ялты.